# Kralja Milana
La rue Kralja Milana, la rue du roi Milan (en serbe cyrillique : Улица краља Милана), est une rue de Belgrade, la capitale de la Serbie. Elle se trouve entre Terazije et la place de Slavija, dans les municipalités urbaines de Stari grad, Savski venac et Vračar. Son nom lui a été donné en hommage au roi Milan Ier de Serbie.

## Parcours
La rue Kralja Milana naît comme un prolongement de Terazije, une artère souvent considérée comme le centre de la capitale serbe. Elle s'oriente en direction du sud sud-est et croise la rue Dragoslava Jovanovića (à gauche), Andrićev venac (à gauche) puis les rues Kneza Miloša et Resavska ; elle longe ensuite le parc du Manège (en serbe : Manjež) et croise la rue Svetozara Markovića puis la rue Kralja Milutina avant de rejoindre la place de Slavija.

## Histoire
La rue du roi Milan s'appelait autrefois rue de Kragujevac (en serbe : Крагујевачки друм et Kragujevački drum). En 1876, sur un plan de la ville, elle portait le nom de rue du prince Milan et se prolongeait de Terazije jusqu'à l'actuel Café London, à l'angle de la rue Kneza Miloša. Sur un plan de 1905, elle conduit jusqu'à l'actuelle place de Slavija. Après la Seconde Guerre mondiale, elle fut renommée rue du Maréchal Tito (Улица маршала Тита) et, en 1990, Ulica srpskih vladara (Улица српских владара), la « rue des dirigeants serbes ». Elle a retrouvé aujourd'hui son nom du XIXe siècle.

## Institutions

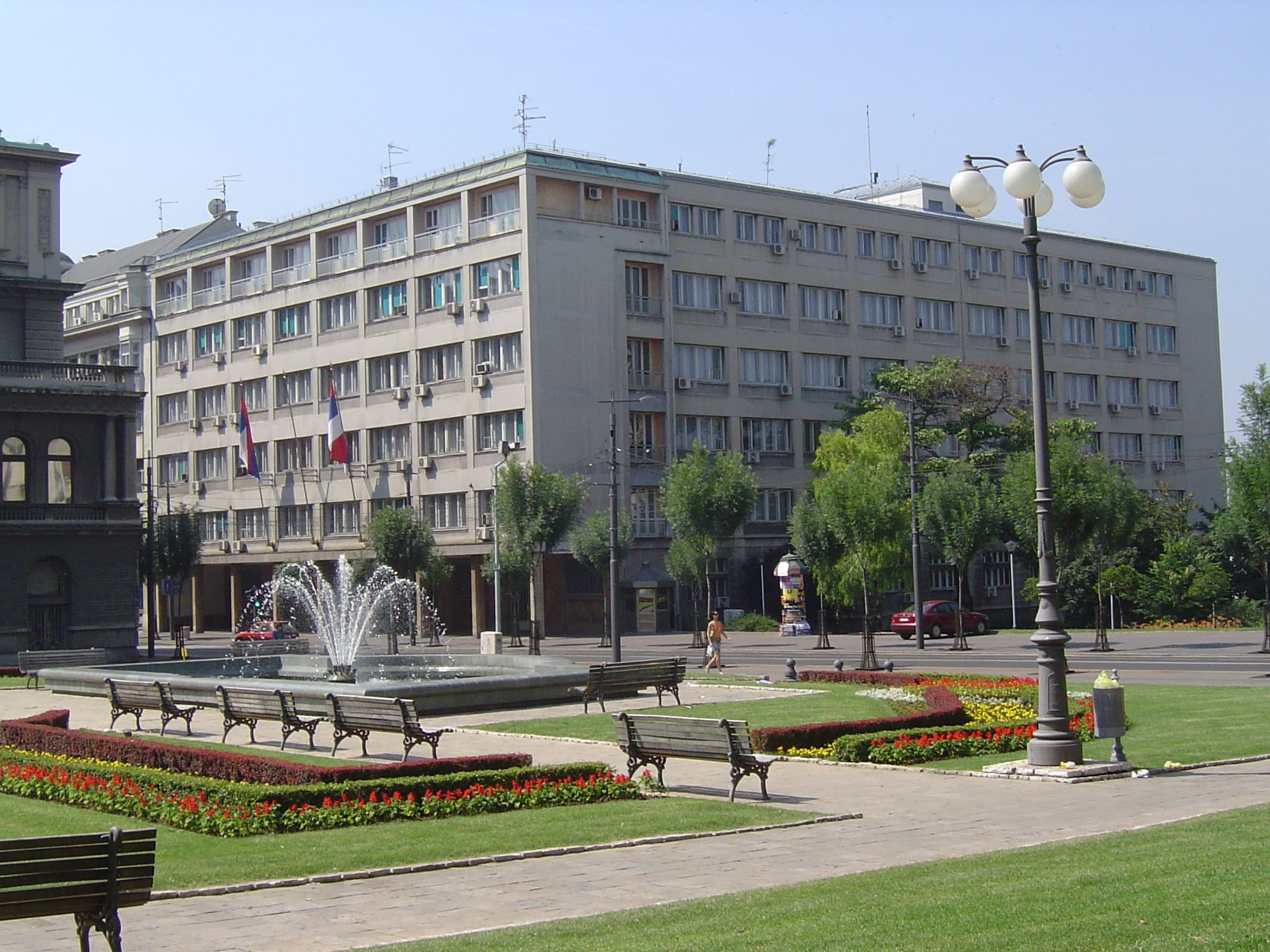
Les bureaux de l'Assemblée nationale de Serbie

Les bureaux de l'Assemblée nationale de Serbie sont situés au n° 14 de la rue.
Kralja Milana et ses abords abritent un certain nombre d'édifices importants sur le plan politique et architectural, comme le Stari dvor, le « vieux palais », situé au croisement avec la rue Dragoslava Jovanovića ; il abrite aujourd'hui l'Assemblée de la Ville de Belgrade ; parfois surnommé le « Versailles serbe », il a été construit entre 1882 et 1884 sur des plans de l'architecte Aleksandar Bugarski pour servir de résidence à la dynastie des Obrenović ; il est caractéristique du style académique et est aujourd'hui classé.
Le Novi dvor, le « nouveau palais », situé sur Andrićev venac un peu en retrait de la rue, sert de résidence au président de la république de Serbie ; il a été construit entre 1911 et 1922, sur des plans de Stojan Titelbah pour servir de palais au roi Pierre Ier et est aujourd'hui lui aussi classé.

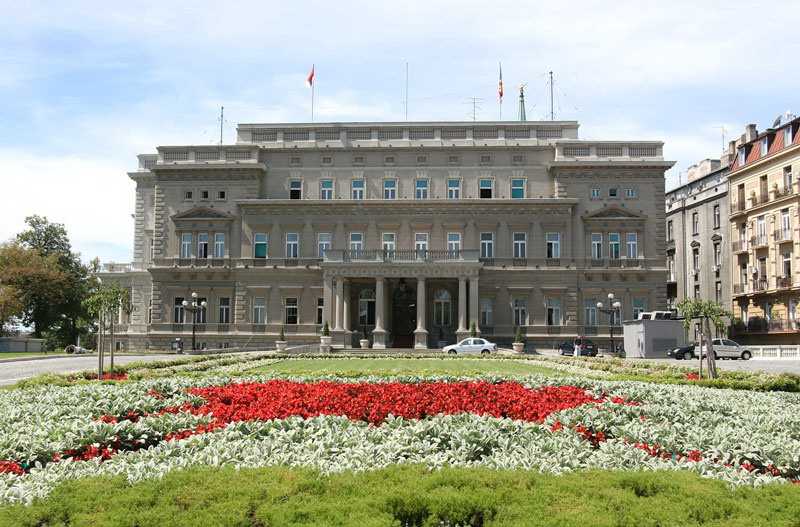
Le Stari dvor
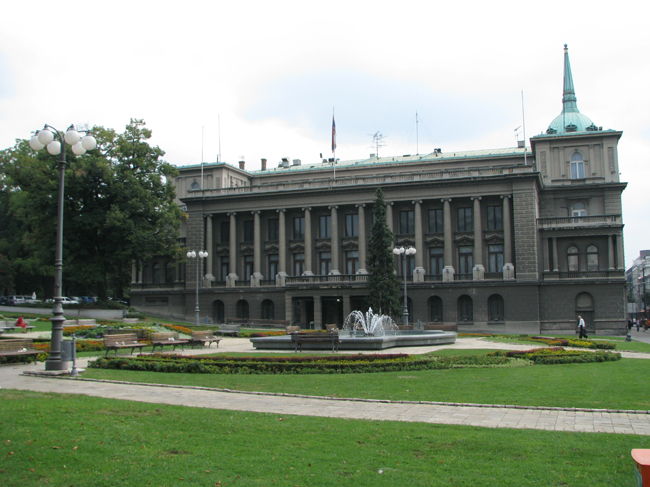
Le Novi dvor

## Culture

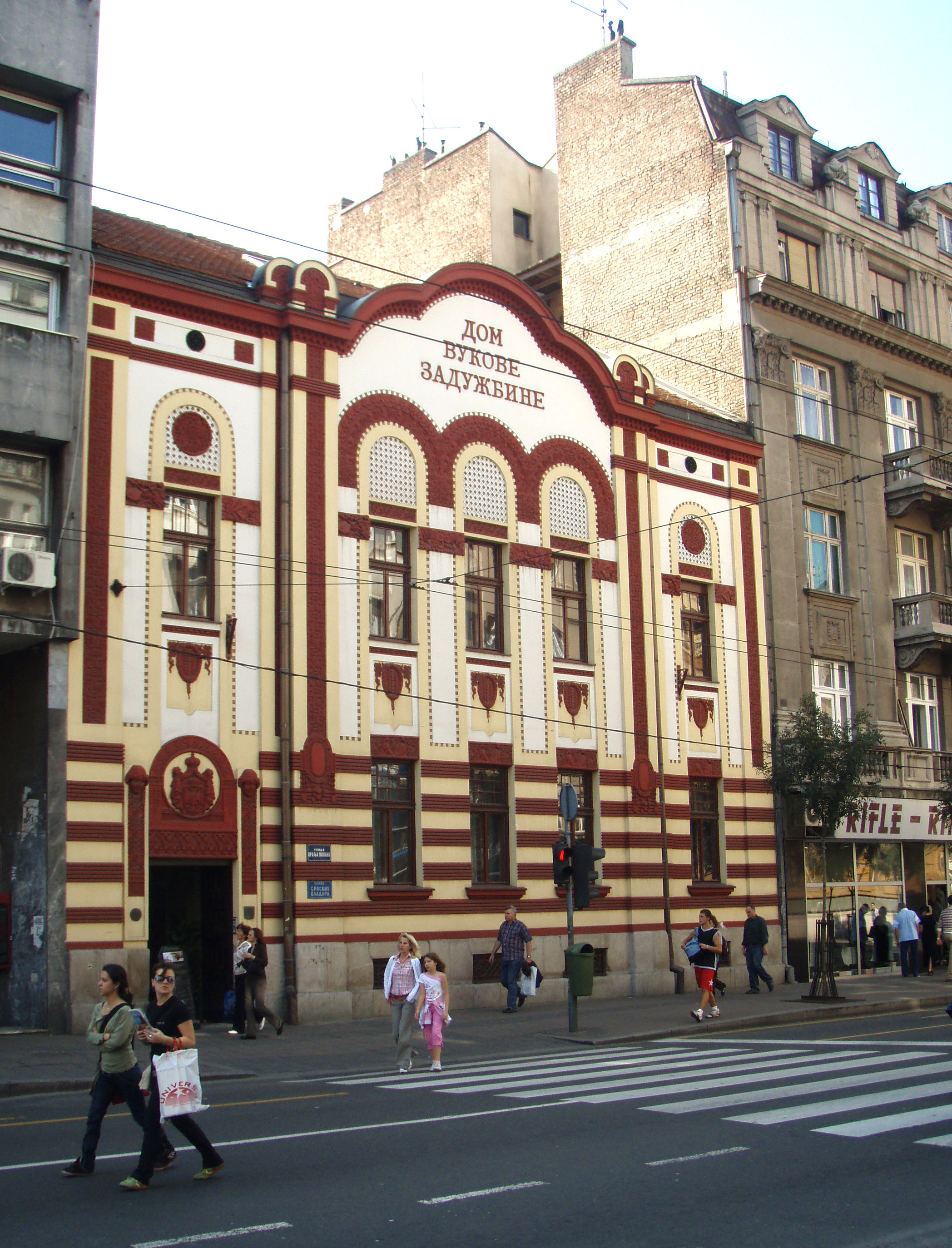
La Fondation Vuk

La fondation Vuk (en serbe Вукова задужбина ou Vukova zadužbina) est située 2 rue Kralja Milana ; elle a été créée en 1987, pour le 200e anniversaire de la naissance de Vuk Stefanović Karadžić, le grand réformateur de la langue serbe au XIXe siècle ; elle s'est donné comme mission de diffuser la pensée de Vuk en publiant ses œuvres et des ouvrages écrits sur lui ; le bâtiment, qui a autrefois abrité le ministère de l'Éducation, construit en 1870-1871 par l'architecte Aleksandar Bugarski et modifié par l'architecte Branko Tanazević en 1912, est caractéristique du style néo-byzantin ; il est aujourd'hui inscrit sur la liste des monuments culturels de grande importance de la république de Serbie et sur la liste des biens culturels protégés de la ville de Belgrade. La Fondation Branko Ćopić est située au n° 23 de la rue. Le musée Paja Jovanović est situé au n° 21 ; créé en 1970, il dépend du musée de la ville de Belgrade. Le Centre culturel des étudiants (en serbe : Studentski kulturni centar ; en abrégé SKC), situé au n° 48, a été créé en 1968 ; dans les années 1980, il a joué un rôle important dans la diffusion du rock yougoslave.
Le Théâtre dramatique yougoslave, situé au n° 50 de la rue, a été créé en 1947 par le metteur en scène et dramaturge Bojan Stupica (1910-1970).
La Compagnie serbe de littérature (Srpska književna zadruga), une maison d'édition fondée en 1892 par Stojan Novaković, a son siège au n° 19.

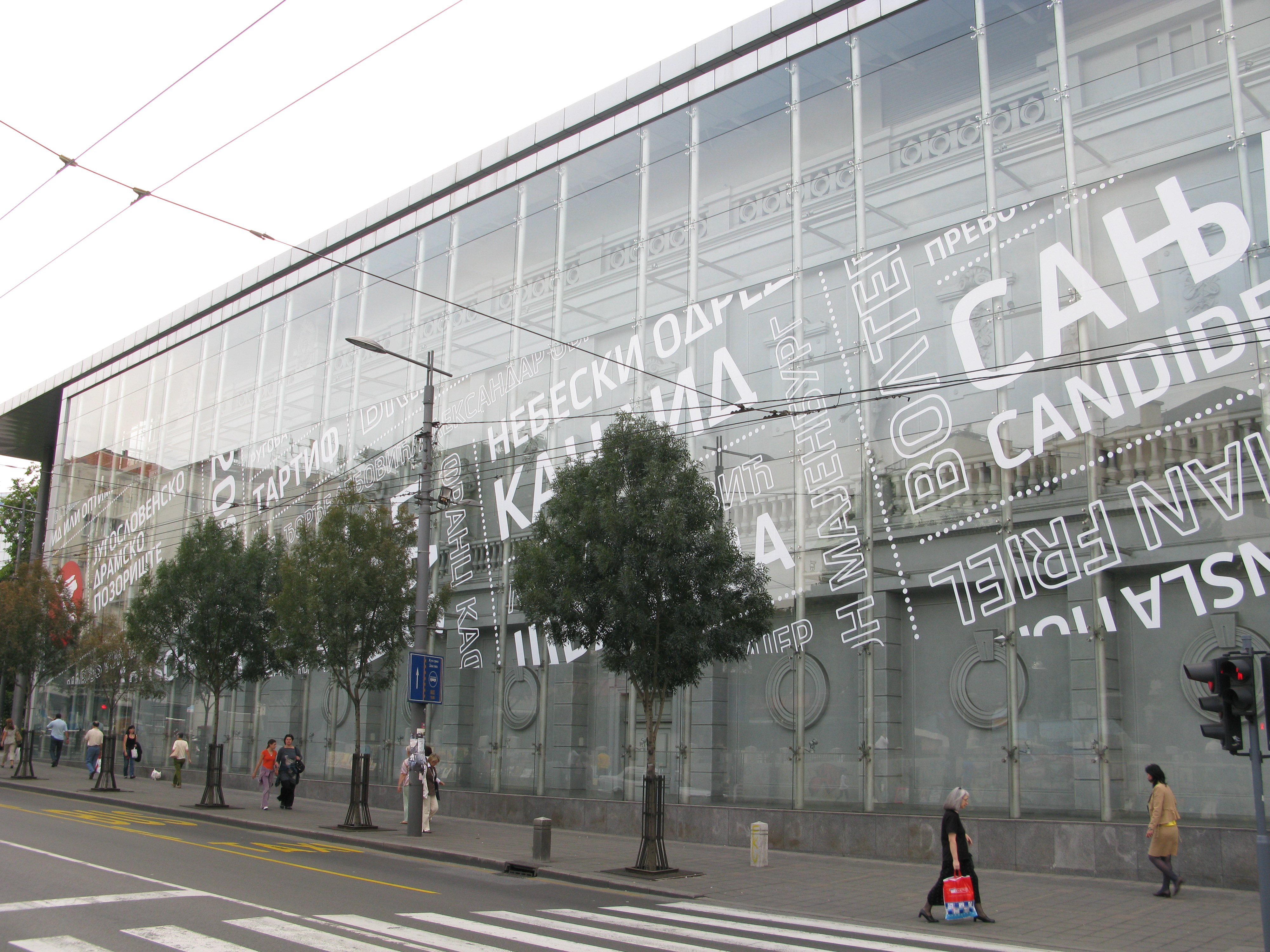
Le Théâtre dramatique yougoslave

## Éducation
L'école maternelle Terazije est située au n° 4 de la rue.
La faculté de musique de l'université des arts de Belgrade, dont l'origine remonte à 1937, se trouve au n° 50.

## Économie
Le siège social de la Alpha Bank Srbija est situé au n° 11 de la rue.
Un supermarché Mini Maxi se trouve au n° 27 et un supermarché Maxi au n° 31A.
L'hôtel San Mara's est situé au n° 3 et l'hôtel Belgrade au n° 17. Le Casino London est situé au n° 28.
L'hôtel des ventes Madl'Art, situé au n° 21, organise des ventes aux enchères d'œuvres relevant des beaux-arts et des arts décoratifs (icônes, argenterie, bijoux anciens, porcelaines, verres, horloges, meubles, tapis, objets ethniques, de collection, etc.).

## Transports
La rue Kralja Milana est desservie par la compagnie GSP Beograd, notamment par la ligne d'autobus 31 (Studentski trg – Konjarnik) et par les lignes de trolleybus 19 (Studentski trg - Konjarnik), 21 (Studentski trg – Učiteljsko naselje), 22 (Studentski trg - Kruševačka), 22L (Studentski trg – Slavija) et 29 (Studentski trg - Medaković III).